# Spathantheum
Spathantheum je rod rostlin z čeledi árónovité. Jsou to středně velké byliny s jedním listem, sezónně zatahující do podzemní hlízy. Květenstvím je palice, po celé délce přirostlá k zelenému toulci. Plodem je bobule. Rod zahrnuje 1 nebo 2 druhy a je rozšířen výhradně v jihoamerických Andách.

## Popis
Zástupci rodu Spathantheum jsou středně velké, sezónně zatahující byliny se zploštěle kulovitou podzemní hlízou. Listy jsou jednotlivé, mají celistvou až hluboce zpeřeně laločnatou čepel a krátce pochvatý řapík. Květenství je dlouze stopkaté a objevuje se před rozvinutím listu. Toulec je zelený, člunkovitého tvaru, nezaškrcený, vytrvalý. Palice je po celé délce přirostlá k toulci. Květy jsou jednopohlavné a bezobalné. Plodem je kulovitá až zploštěle kulovitá bobule obsahující 5 až 8 semen.

## Rozšíření
Rod zahrnuje 1 nebo 2 druhy (podle druhového pojetí). Je svým rozšířením omezen na západní oblasti Jižní Ameriky (Peru, Bolívie a severní Argentina). Druh Spathantheum orbignyanum je typickým druhem suchých vnitroandských údolí. V minulosti byla tato stanoviště pokryta opadavým lesem, v současnosti zde převládá nízká, otevřená vegetace. Roste na výslunných, rovných místech mezi skalami v nadmořských výškách až do 3200 metrů.
Spathantheum fallax roste v podrostu horských mlžných lesů.

## Taxonomie
Do rodu Spathantheum byl v minulosti řazen druh Spathantheum intermedium, který byl v roce 2003 přeřazen do rodu Gorgonidium.
V roce 2003 byl popsán z Bolívie nový druh, Spathantheum fallax. Některé zdroje jej jako samostatný druh neuznávají a ztotožňují jej s druhem Spathantheum orbignyanum.

## Význam
Druh Spathantheum orbignyanum je vzácně pěstován jako botanická rarita ve sbírkách botanických zahrad a soukromých nadšenců. Je uváděn ze sbírek Pražské botanické zahrady v Tróji.